# Síndrome de Gilbert
A síndrome de Gilbert (em inglês: Gilbert's syndrome, GS) é uma doença hepatopatia leve na qual o fígado não processa adequadamente a bilirrubina. É uma doença inofensiva, e muitas pessoas nunca têm os sintomas. Ocasionalmente, pode ocorrer uma leve coloração amarelada da pele ou da parte branca dos olhos(esclera do olho), e outros possíveis sintomas incluem cansaço, fraqueza e dor abdominal.
A síndrome de Gilbert ocorre devida a uma mutação no gene UGT1A1 e que resulta na diminuição da atividade da enzima Uridina Difosfato Bilirrubina glucuronosiltransferase (UGT1A1). Esta doença é tipicamente herdada de um padrão autossômico recessivo e ocasionalmente, dependendo do tipo de mutação, de um padrão autossômico dominante. Os episódios de icterícia podem ser desencadeados por estresse, bem como exercícios, menstruação ou não-alimentação. O diagnóstico baseia-se em níveis mais elevados de bilirrubina não conjugada no sangue, sem sinais de outros problemas hepáticos ou de destruição dos glóbulos vermelhos.
Normalmente, nenhum tratamento é necessário. Se a icterícia for significativa, o Fenobarbital pode ser usado. A síndrome de Gilbert afeta cerca de 5% das pessoas nos Estados Unidos. Os homens são mais frequentemente diagnosticados do que as mulheres. Frequentemente não é notado até a infância tardia e o início da idade adulta. A condição foi descrita pela primeira vez em 1901 por Augustin Nicolas Gilbert.

## Sinais e sintomas

### Icterícia

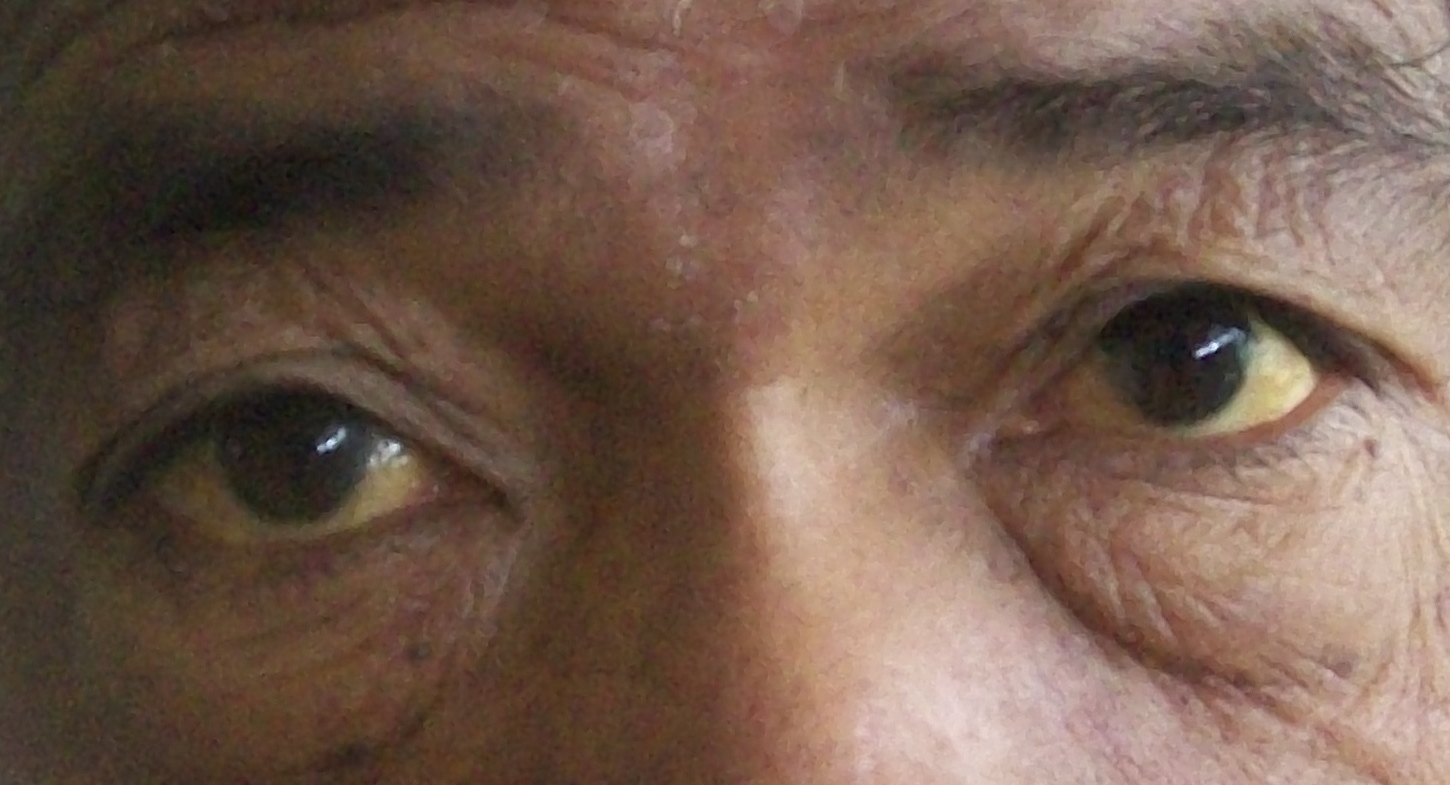
Icterícia na esclera dos olhos

A síndrome de Gilbert produz um nível elevado de bilirrubina não conjugada na corrente sanguínea, mas normalmente não tem consequências graves. A icterícia leve pode aparecer sob condições de esforço, estresse, jejum e infecções, mas a condição geralmente é assintomática. Casos graves de icterícia resulta no amarelamento do tom da pele e das escleras dos olhos.
Tem sido relatado que esta síndrome possivelmente contribui para um início acelerado da icterícia neonatal, especialmente na presença de hemólise devido a doenças como a deficiência em glucose-6-fosfato desidrogenase. Esta situação pode ser especialmente perigosa se não tratada rapidamente, já que a bilirrubina alta causa incapacidade neurológica irreversível na forma de querníctero.

### Desintoxicação de drogas
As enzimas defeituosas da família Uridina Difosfato Bilirrubina glucuronosiltransferase (UGT1-1A) também são responsáveis por algumas das capacidades do fígado de desintoxicar determinados medicamentos. Por exemplo, a síndrome de Gilbert está associada a diarreia grave e neutropenia em pacientes tratados com Irinotecano, que é metabolizado pela enzima UGT1-A1.
Enquanto o paracetamol (acetaminofeno) não é metabolizado pela UGT1A1, mas este é metabolizado por uma das outras enzimas também deficiente em algumas pessoas com Gilbert. Um subconjunto de pacientes pode ter um risco aumentado de toxicidade por paracetamol.

### Efeitos cardiovasculares
Várias análises encontraram uma diminuição significativa do risco de doença arterial coronariana (DAC) em indivíduos com a síndrome de Gilbert.
Especificamente, pessoas com níveis levemente elevados de bilirrubina (1,1 mg/dl a 2,7 mg/dl) tinham menor risco de DAC e menor risco de doença cardíaca futura. Esses pesquisadores passaram a realizar uma meta-análise de dados disponíveis até 2002, e confirmaram que a incidência de doença aterosclerótica (endurecimento das artérias) em indivíduos com a síndrome tinha uma relação estreita e inversa com a bilirrubina sérica. Este efeito benéfico foi atribuído à bilirrubina IXα, que é reconhecida como um potente antioxidante, em vez de fatores de confusão, tais como os níveis de lipoproteína de alta densidade.